# El cambio climático (historieta)
El cambio climático es una historieta de Mortadelo y Filemón, dibujada y guionizada por el historietista español Francisco Ibáñez de 44 páginas. La historieta se publicó en octubre de 2021.

## Trayectoria editorial
La historieta es la número 211 de Magos del Humor, mientras que es la número 218 de la Colección Olé.

## Sinopsis
El cambio climático es un problema que está a la orden del día, nadie sabe cómo nos afectará en un futuro, pero sus efectos ya empiezan a notarse en el planeta. Se sospecha que alguien está haciendo que el clima se vuelva como loco por todo el mundo a base de alguna máquina diabólica, Mortadelo y Filemón deberán investigar cual es la causa de todos estos fenómenos atmosféricos.

## Comentarios
La trama recuerda al videojuego La máquina meteoroloca, a su vez inspirado por la historieta corta de 1974 El hombro del tiempo.